# Liste des gares desservies par le Téoz
Cette liste des gares a pour objectif de rassembler l’ensemble des gares ferroviaires ayant autrefois été desservies par les trains Téoz. Depuis 2012 toutes les lignes Téoz font partie du réseau Intercités de la SNCF.

## Gares ayant été desservies par le réseauTéoz
Les gares sont citées en fonction des lignes commerciales.

### Ligne:Paris-Bercy-Moulins-Clermont-Ferrand
- Paris-Bercy
- Nevers
- Moulins-sur-Allier
- Saint-Germain-des-Fossés
- Vichy
- Riom-Châtel-Guyon
- Clermont-Ferrand

L'arrêt Saint-Germain-des-Fossés était desservi par un train le lundi matin dans le sens Saint-Germain – Paris et un train le vendredi soir dans le sens Paris – Saint-Germain.

### Ligne:Paris-Austerlitz-Limoges-Bénédictins-Toulouse-Matabiau-Cerbère
- Paris-Austerlitz
- Les Aubrais
- Vierzon-Ville
- Issoudun
- Châteauroux
- Argenton-sur-Creuse
- La Souterraine
- Limoges-Bénédictins
- Uzerche
- Brive-la-Gaillarde
- Souillac
- Gourdon
- Cahors
- Caussade
- Montauban-Ville-Bourbon
- Toulouse-Matabiau
- Castelnaudary
- Carcassonne
- Narbonne
- Perpignan
- Elne
- Argelès-sur-Mer
- Collioure
- Port-Vendres
- Banyuls-sur-Mer
- Cerbère

### LigneTéoz Éco:Paris-Austerlitz-Toulouse-Matabiau
1 train par jour dans chaque sens composé des voitures Corail des trains de nuit.
- Paris-Austerlitz
- Les Aubrais
- Châteauroux
- Limoges-Bénédictins
- Cahors
- Montauban-Ville-Bourbon
- Toulouse-Matabiau

### Ligne:Bordeaux-Saint-Jean-Marseille-Saint-Charles-Nice-Ville
- Bordeaux-Saint-Jean
- Marmande
- Agen
- Montauban-Ville-Bourbon
- Toulouse-Matabiau
- Castelnaudary
- Carcassonne
- Narbonne
- Béziers
- Sète
- Montpellier-Saint-Roch
- Nîmes
- Arles
- Marseille-Saint-Charles
- Toulon
- Les Arcs - Draguignan
- Saint-Raphaël-Valescure
- Cannes
- Antibes
- Nice-Ville